# Halopteris tenella
Halopteris tenella är en nässeldjursart som först beskrevs av Addison Emery Verrill 1874.  Halopteris tenella ingår i släktet Halopteris och familjen Halopterididae. Inga underarter finns listade i Catalogue of Life.